# Robert Hare (kemist)

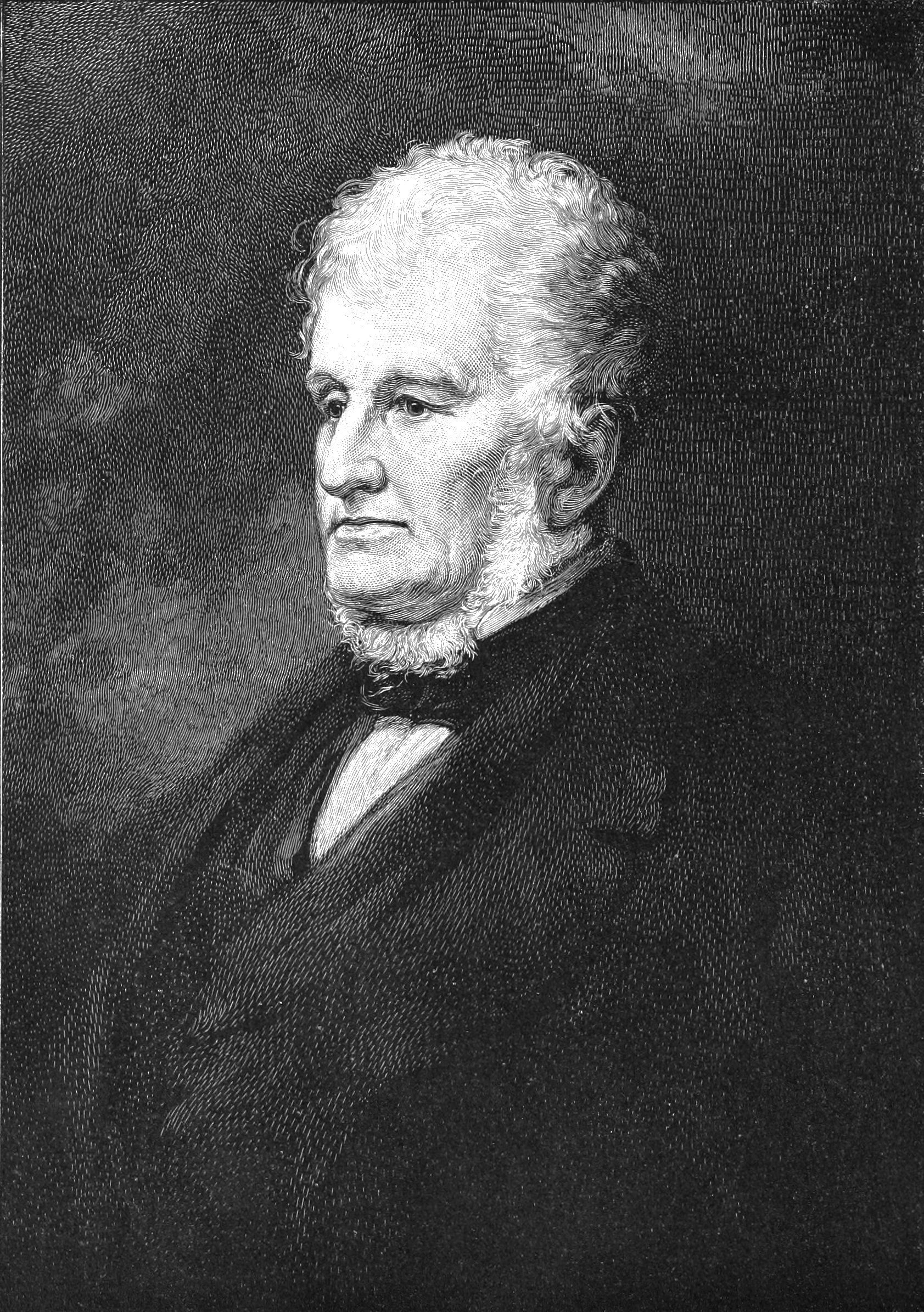
Robert Hare

Robert Hare, född den 17 januari 1781 i Philadelphia, död där den 15 maj 1858, var en amerikansk kemist.  

## Karriär som kemist
I början av 1800-talet experimenterade och utvecklade olika tekniker för knallgas tillsammans med Edward Daniel Clarke från Oxford. Åren 1810–1812 och 1818–1847 var han professor vid University of Pennsylvania. År 1839 tilldelades han det första Rumfordpriset.

## Robert Hare som spiritist
1854 konverterade Hare till spiritism och skrev därefter flera böcker som gjorde honom till en rikskänd amerikansk spiritist. 